# 関西外国語大学短期大学部
関西外国語大学短期大学部（かんさいがいこくごだいがくたんきだいがくぶ、英語: Kansai Gaidai College）は、大阪府枚方市中宮東之町16-1に本部を置く日本の私立大学。1945年創立、1953年大学設置。大学の略称は関西外大短大部。

## 概観

### 大学全体
- 大阪府枚方市に所在する日本の私立短期大学で設置主体は学校法人関西外国語大学。
- 1953年に関西外国語短期大学として大阪市住吉区に開学。かつてはI部2学科、II部1学科体制となっていたが、現在はI部1学科のみとなっている。1学年の全学科定員が2,300名の時期があったが、2023年度時点では800名まで縮小。

### 建学の精神（校訓・理念・学是）
- 「国際社会に貢献する豊かな教養を備えた人材の育成」
- 「公正な世界観に基づき、時代と社会の要請に応えていく実学」

### 教育および研究
- 語学力による選抜制留学プログラムのほか、2008年度から希望者全員が留学できるプログラムが提供されている。

### 学風および特色
- 併設されている関西外国語大学とほぼ同類の学科が設置されている関係上、短大卒業後その大学へ編入学する学生が多い。
- 2学科体制であるが、両者とも内容が類似している。但し、国際コミュニケーション学科は、現在募集停止中。
- 学科によりキャンパスの所在地が異なる。
- 1年間の長期留学（短期大学部学位留学）や、短期語学留学・研修がある。短期語学留学・研修の留学先は、アメリカ合衆国、オーストラリア、ニュージーランド、中国、スペイン、フランス、ドイツなど。

## 沿革
- 1945年
  - 11月 大阪市東住吉区に谷本英学院を創立[2]。
- 1947年
  - 関西外国語学校を開設。
- 1953年
  - 3月23日 左記を以て文部省[注 4]より短期大学の設置が認可される[注 5]。
  - 4月1日 関西外国語短期大学（かんさいがいこくごたんきだいがく）が以下の学科体制にて開学[注 6]。
    - 米英語科 入学定員80名
- 1954年
  - 5月1日 学生数[7]/定員
    - 米英語科 190[注 7]/160
- 1960年
  - 4月1日 第二部を設置し、以下の体制に整備される[8]。
    - 米英語科
      - 第一部 入学定員80名
      - 第二部 入学定員80名

  - 5月1日 学生数[9]/定員
    - 米英語科 216[注 8]/160[注釈 1]
- 1961年
  - 5月1日 学生数[10]/定員
    - 米英語科 200[注 9]/160[注釈 1]
- 1965年
  - 4月1日 米英語科の入学定員を以下の通り増募する[注 10]。
    - 第一部 80→200
    - 第二部 80→200

  - 5月1日 学生数[14]/定員
    - 米英語科 
      - 第一部 904[注 11]/280
      - 第二部 485[注 12]/280
- 1966年 枚方市にキャンパスを新設[注 13]。
  - 5月1日 学生数[17]/定員
    - 米英語科 
      - 第一部 1,185[注 14]/400
      - 第二部 750[注 15]/400
- 1968年
  - 4月1日 米英語科第一部の入学定員を200→300に増員[注 16]。
  - 5月1日 学生数[21]/定員
    - 米英語科 
      - 第一部 1,701[注 17]/500
      - 第二部 214[注 18]/400
- 1970年
  - 5月1日 学生数[22]/定員
    - 米英語科
      - 第一部 2,370[注 19]/600
      - 第二部 223[注 20]/400
- 1975年
  - 4月1日 この年度における変更点は以下の通りである[注 21]。
    - 米英語科→第二米英語学科[注 22]
      - 第一部 入学定員300名→100名
      - 第二部 入学定員200名→150名

    - 米英語学科[注 23]入学定員300名

  - 5月1日 学生数[27]/定員
    - 米英語学科 2,908[注 24]/300
    - 第二米英語科[注 25]
      - 第一部 341[注 26]/400
      - 第二部 308[注 27]/350
- 1976年
  - 4月1日 以下、入学定員増あり[注 28]。
    - 米英語学科 300→800
    - 第二米英語学科第一部 100→200

  - 5月1日 学生数[29]/定員
    - 米英語学科 2,127[注 29]/1,100
    - 第二米英語学科
      - 第一部 748[注 30]/300
      - 第二部 322[注 31]/300
- 1977年
  - 5月1日 学生数[30]/定員
    - 米英語学科 2,268[注 32]/1,600
    - 第二米英語学科
      - 第一部 873[注 33]/400
      - 第二部 301[注 34]/300
- 1984年
  - 4月1日 枚方市に穂谷学舎完成し、万代学舎の学科を穂谷に移転[31]。第二米英語学科第一部の入学定員を200→400に増員[注 35]。
  - 5月1日 学生数[36]/定員
    - 米英語学科 2,216[注 36]/1600
    - 第二米英語学科
      - 第一部 875[注釈 2]/600
      - 第二部 287[注 37]/300
- 1985年
  - 5月1日 学生数[37]/定員
    - 米英語学科 2,176[注 38]/1600
    - 第二米英語学科
      - 第一部 951[注 39]/800
      - 第二部 339[注 40]/300
- 1986年
  - 4月1日 以下の通り入学定員増あり[注 41]。
    - 米英語学科 800→1,000
    - 第二米英語学科第一部 400→700

  - 5月1日 学生数[44]/定員
    - 米英語学科 2,169[注 42]/1,800
    - 第二米英語科
      - 第一部 1,246[注 43]/1,100
      - 第二部 320[注 44]/300
- 1987年
  - 5月1日 学生数[45]/定員
    - 米英語学科 2,437[注 45]/2,000
    - 第二米英語学科
      - 第一部 1,552[注 46]/1,400
      - 第二部 335[注 47]/300
- 1991年
  - 4月1日 以下、学科の増募あり[注 48]。
    - 米英語学科 1,000→1,300
    - 第二米英語学科第一部 700→800

  - 5月1日 学生数[50]/定員
    - 米英語学科 2,517[注 49]/2,300
    - 第二米英語学科
      - 第一部 1,820[注 50]/1,500
      - 第二部 429[注 51]/300
- 1992年
  - 4月1日 この年度における変更点は以下の通りである[注 52]。
    - 関西外国語短期大学→関西外国語大学短期大学部
    - 米英語学科→英米語学科 入学定員を1,300→1,200に減員。
    - 第二米英語学科→米英語学科
      - 第一部 入学定員 800→1000
      - 第二部 入学定員 150→250

  - 5月1日 学生数[注 53]/定員
    - 英米語学科 1,308[注 54]/1,200
    - 米英語学科 
      - 第一部 2,552[注 55]/1,300
        - 第二米英語学科 1,018[注釈 2]/800

      - 第二部 281[注 56]/250
        - 第二米英語学科 210[注 57]/150
- 1993年
  - 5月1日 学生数[56]/定員
    - 英米語学科 2,647[注 58]/2,400
    - 米英語学科
      - 第一部 2,273[注 59]/2,000
      - 第二部 528[注 60]/500
- 1996年
  - 4月1日 英米語学科の入学定員を1,200→1,050に減員[57]。
  - 5月1日 学生数[58]/定員
    - 英米語学科 2,462[注 61]/2,250
    - 米英語学科
      - 第一部 2,283[注 62]/2,000
      - 第二部 527[注 63]/500
- 1997年
  - 5月1日 学生数[59]/定員
    - 英米語学科 2,508[注 64]/2,100
    - 米英語学科
      - 第一部 2,379[注 65]/2,000
      - 第二部 430[注 66]/500
- 1998年
  - 4月1日 以下の学科については、この年度で学生募集を最終とする[注 67]。
    - 米英語学科第二部[注 68]

  - 5月1日 学生数[63]/定員
    - 英米語学科 2,619[注 69]/2,400
    - 米英語学科
      - 第一部 2,533[注 70]/2,000
      - 第二部 362[注 71]/500
- 1999年
  - 4月1日 米英語学科第一部を米英語学科に改称し、さらに英米語学科を以下の課程に設定される[60]。
    - 昼間主コース 入学定員1,050名
    - 夜間主コース 入学定員250名[注 72]

  - 5月1日 学生数[64]/定員
    - 英米語学科 2,573[注 73]/2,400
    - 米英語学科
      - 第一部 2,524[注 74]/2,000
      - 第二部 166[注 75]/250
- 2000年
  - 4月1日
    - この年度の入学生より米英語学科を以下の学科に改組される[65]。
      - 国際コミュニケーション学科[注 76]
      - 以下、定員減あり[注 77]。
        - 英米語学科昼間主コース 1,050→870
- 2001年
  - 4月1日 以下、定員減あり[注 78]。
    - 英米語学科昼間主コース 870→840[注釈 3]
    - 国際コミュニケーション学科 700→650[注釈 3]
- 2002年
  - 4月1日 以下、定員減あり[注 79]。
    - 英米語学科昼間主コース 840→810[73]
    - 国際コミュニケーション学科 650→600

  - 中宮学舎の完成にともない、総合体育館、グランドなどを残し、英米語科を中宮学舎に移転。
- 2003年
  - 4月1日 以下、定員減あり[注 80]。
    - 英米語学科昼間主コース 810→780[76]
    - 国際コミュニケーション学科 600→400
- 2004年
  - 1月 平成16年度大学入試センター試験参加短期大学の1校となる[注 81]。
  - 4月1日 以下、定員減あり[注 82]。
    - 英米語学科昼間主コース 780→750[78]
    - 国際コミュニケーション学科 400→350[78]
      - 英米語学科にある以下については、この年度で学生募集を最終とする[注 83]。
        - 昼間主コース[注釈 4]
        - 夜間主コース[注釈 4]
- 2007年
  - 4月1日 以下の学科については、この年度で学生募集を最終とする[注 84]。
    - 国際コミュニケーション学科[注 85]。
- 2008年
  - 4月1日 英米語学科の入学定員を1,000[注 86]→1,100に増員する[注 87]。
- 2010年
  - 4月1日 英米語学科の入学定員を1,100→900に減員[注 88]。
- 2013年
  - 4月1日 英米語学科の入学定員を900→800に減員[注 89]。
- 2014年
  - 1月 平成26年度大学入試センター試験参加短期大学の1校となる[91]。
- 2015年
  - 1月 平成27年度大学入試センター試験参加短期大学の1校となる[92]。
- 2016年
  - 1月 平成28年度大学入試センター試験参加短期大学の1校となる[93]。

## 基礎データ

### 所在地
- 中宮キャンパス（大阪府枚方市中宮東之町16-1）
- 穂谷キャンパス（学研都市キャンパスに名称変更）（大阪府枚方市穂谷1-10-1）
- 片鉾キャンパス（大阪府枚方市北片鉾町16-1）
- 御殿山キャンパス・グローバルタウン（大阪府枚方市御殿山南町6-1）

### 象徴
- 関西外国語大学短期大学部のカレッジマークは大学と同様のものとなっている[注 90]。

## 教育および研究

### 組織

#### 学科
- 英米語学科 入学定員800名[1]

##### 過去の学科体制
- 英米語学科
  - 第一部→昼間主コース→英米語学科
  - 第二部 入学定員250名[注 91]→夜間主コース 入学定員250名[注 92]
- 国際コミュニケーション学科（穂谷キャンパス） 入学定員350名[注 93]

##### 取得資格について
資格
- 司書課程がある。

教職課程
- 中学校教諭二種免許状（英語）が取得できる課程がある[注 94]。
  - 英米語学科
  - 国際コミュニケーション学科

### 研究
- 『関西外国語短期大学研究論集』[103]

### 教育
- 特色ある大学教育支援プログラム
  - 「授業方法等の複合的改善による英語教育実践」にて2003年に採択されている。
- 質の高い大学教育推進プログラム
  - 「ファーストステージで学びの進化をカタチに」にて2008年に採択されている。

## 学生生活

### 部活動・クラブ活動・サークル活動
- 関西外国語大学短期大学部では、四大生と合同でクラブ活動やサークル活動などに参加している。

### 学園祭
- 関西外国語大学短期大学部の学園祭は大学と合同で行われ、本部のある中宮キャンパスでは単に「外大祭」と称されるのに対して、穂谷キャンパスでは「穂谷祭」と呼ばれる。

### スポーツ
- 「近畿･大阪私立短大女子総合体育大会」のソフトテニス部門で5連覇したという実績がある。

## 大学関係者と組織

### 大学関係者一覧

#### 出身者
- ますだおかだ - 漫才師
- キンタロー。 - お笑いタレント・ものまねタレント
- シソンヌじろう - お笑いタレント
- 東ちづる - 女優･タレント
- 好井まさお ‐お笑いタレント
- ラニーノーズ ‐お笑いタレント
- 手嶋智子 - 女優
- MIKU - 総合格闘家・ブラジリアン柔術アジア王者
- 田中さなえ - ラジオパーソナリティ
- 中島香織 - 政治家
- 大和良子 - ラジオパーソナリティー
- 徳安淳子 - 政治家、日本維新の会衆議院議員

## 施設

### 中宮キャンパス
- 使用学科 : 英米語学科
- 使用専攻科 : なし
- 使用附属施設 : なし
- 交通アクセス : 京阪本線枚方市駅より京阪バスを利用。
- 設備 : 大学院、大学外国語学部、留学生別科と併設。谷本記念講堂、図書館学術情報センター・国際交流センターなどがある。

### 穂谷キャンパス
- 使用学科 : 国際コミュニケーション学科
- 使用専攻科 : なし
- 使用附属施設：
- 交通アクセス : 近畿日本鉄道京都線新田辺駅または京阪電鉄枚方市駅よりそれぞれ京阪バスを利用。
- 設備 : 大学国際言語学部と併設。穂谷図書館学術情報センターがある。

### 片鉾キャンパス
- 使用学科 : なし
- 使用専攻科 : なし
- 使用附属施設 :
- 交通アクセス : 近鉄京都線新田辺駅または京阪電鉄枚方市駅よりそれぞれ京阪バスを利用。
- 設備 : 総合体育館、各種スポーツ施設、国際交流セミナーハウスがある。

## 対外関係

### 他大学との協定
- 詳細はホームページや入学案内冊子などを参照のこと。

### 系列校
- 関西外国語大学
- トランスパシフィックハワイカレッジ : アメリカハワイ州所在のコミュニティ・カレッジ。「関西外大ハワイカレッジ」が改称したもので、現在でも関西外大への編入などが見られる。

## 社会との関わり
- 高大連携プログラムが実施されている。
- 1986年5月4日に放送されていた『天才・たけしの元気が出るテレビ!!』のテレビ番組における「元気が出る学園ドラマ」で本短大が取り上げられたことがある[104]。

## 卒業後の進路について

### 編入学・進学実績
- 併設の関西外国語大学への編入学が盛んである。それ以外では、筑波大学・金沢大学・京都工芸繊維大学・大阪教育大学・岡山大学・高知大学・佐賀大学・大阪市立大学・大阪府立大学・神戸市外国語大学・日本大学・法政大学・東洋英和女学院大学・南山大学・京都産業大学・同志社大学・同志社女子大学・立命館大学・龍谷大学・関西大学・近畿大学・関西学院大学・神戸女子大学などがある。